# Detour (2013)
Detour is een Amerikaanse thriller uit 2013, geregisseerd door William Dickerson.

## Verhaal
Een man moet zien te voorkomen dat hij levend wordt begraven in zijn jeep nadat hij is geraakt door een modderstroom.

## Rolverdeling
| Acteur         | Personage |
| -------------- | --------- |
| Neil Hopkins   | Jackson   |
| Brea Grant     | Laurie    |
| John Forest    | Terry     |
| Ptolemy Slocum | Preston   |
| Deb Snyder     | Didi      |

## Ontvangst
De film ontving gemengde recensies van critici. Op Rotten Tomatoes heeft Detour een waarde van 56% en een gemiddelde score van 5,40/10, gebaseerd op 18 recensies. Op Metacritic heeft de film een gemiddelde score van 55/100, gebaseerd op 9 recensies.